# DivadelníBAF!
divadelníBAF! je brněnský, nesoutěžní a nepostupový festival amatérského divadla. Koná se jednou ročně, zatím vždy o prodloužený víkend před prvním adventním víkendem. Organizátorem festivalu bylo do roku 2013 brněnské amatérské divadlo poPUD, od roku 2014 je jím divadlo Kabaret Sauvignon.

## Myšlenka festivalu
divadelníBAF! je jediným brněnským festivalem, který je otevřen všem divadelním souborům a není zaměřený jen na určitou část amatérského divadla. Každému představení se dostává rozboru, který vedou lektoři-odborníci; úvodní hodnocení však vždy mají diváci. Soubory tak ještě před začátkem soutěžní sezony na postupových přehlídkách mohou získat zpětnou vazbu, které není v amatérském divadle příliš.

## Ročníky

### 2011
První ročník se uskutečnil 25.–26. listopadu 2011 v Sálu B. Bakaly v Brně. V lektorském sboru byli dramatik a dramaturg Pavel Trtílek, režisérka Sára Šimků, student režie Lukáš Kopecký a divadelník Pavel Skála. Zúčastnilo se čtrnáct souborů z Brna, Šlapanic, Mostu, Bratislavy, Jiříkovi, Boskovic, Kladna, Teplic a Velatic.

### 2012
Druhý ročník proběhl 22.–25. listopadu 2012 v Kabinetu MÚZ a v Café Paradigma. V lektorském sboru byli dramatik a dramaturg Pavel Trtílek, student režie Lukáš Kopecký, scénografka Veronika Watzková a divadelník Martin Janoušek. Patronem druhého ročníku byl Arnošt Goldflam.
Vystoupilo šestnáct souborů z Brna, Podolí, Prahy, Nového Strašecí, Bojnic, Hradce Králové, Olomouce, Tišnova, Hodonína a Plzně.

### 2013
Třetí ročník proběhl 21.–24. listopadu 2013 v Café Paradigma, SVČ Lužánky a Kabinetu MÚZ. V lektorském sboru byli scénografka a výtvarnice Kateřina Baranowska a režiséři Lukáš Kopecký a Vítězslav Větrovec. Patronem třetího ročníku byl Pavel Trtílek. 
Vystoupilo třináct souborů z Brna, Prahy, Prostějova, Mostu, Nového Mesta nad Váhom, Belé-Dulice a Opole. 

### 2014
Čtvrtý ročník proběhl 20.–23. listopadu 2014 v Kabinetu MÚZ, Café Paradigma a v Divadle II. pád. V lektorském sboru byli scénografka a výtvarnice Kateřina Baranowska, produkční Kateřina Eichlerová, divadelnice Jana Žáčková a dramaturgyně Kateřina Menclerová (čtvrtek a pátek) a režisér Vítězslav Větrovec (sobota a neděle). 
Vystoupilo sedmnáct souborů z Brna, Prahy, Mostu, Bratislavy, Hodonína, Boskovic a České Třebové. 

### 2015
Pátý ročník proběhl 19.–22. listopadu 2015 v Dělňáku Líšeň, poprvé se tak celý festival konal pod jednou střechou. V lektorském sboru byli scénografka a výtvarnice Kateřina Baranowska, herečka Eva Spoustová a fyzický básník Petr Váša. 
Vystoupilo čtrnáct souborů z Brna, Prahy, Českých Budějovic, Slavičína a Sobotovic. 

### 2016
Šestý ročník proběhl 18.–20. listopadu 2016 v Dělňáku Líšeň. V lektorském sboru byli scénografka a výtvarnice Kateřina Baranowska, divadelník a mim Martin Janoušek a herec a režisér Jan Hnilička. 
Vystoupilo osm souborů z Brna, Prahy, Krnova, Brandýsa nad Labem, Opavy, Potštejna a Přerova. 

### 2017
Sedmý ročník proběhl 23.–26. listopadu 2017 v Dělňáku Líšeň. V lektorském sboru byli scénografka a výtvarnice Kateřina Baranowska, herec, choreograf a režisér Honza Hnilička, divadelník a speciální pedagog Michael Schmidt (čtvrtek a pátek) a student režie JAMU Adam Steinbauer (sobota a neděle). 
Vystoupilo dvanáct souborů z Brna, Prahy, Břeclavi, Hodonína, Brandýsa nad Labem a Mostu. 

### 2018
Osmý ročník proběhl 19. listopadu – 2. prosince 2018 v Labyrintu (pracoviště SVČ Lužánky). V lektorském sboru byli scénografka a výtvarnice Kateřina Baranowska, herečka, lektorka jevištní mluvy Eva Spoustová a divadelní a rozhlasový režisér Lukáš Kopecký. 
Vystoupilo třináct souborů z Brna, Prahy, Sochaczewa (Polsko), Bratislavy (Slovensko), Mostu, Boskovic, Slavkova, Hodonína a Nučic.